# Coroa (bebida)

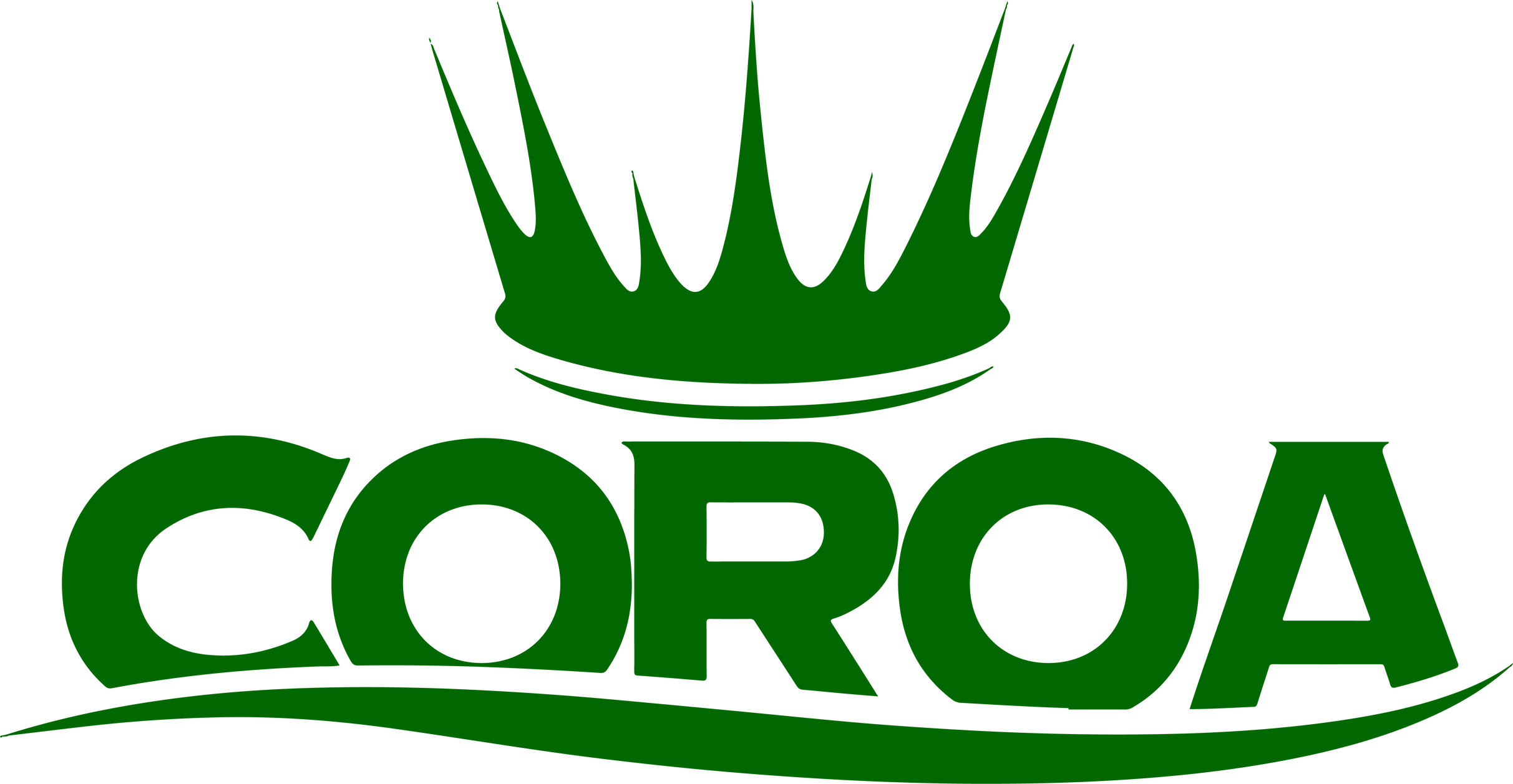
Logotipo da empresa

Coroa é uma marca de refrigerante produzido no estado do Espírito Santo, disponível nos seguintes sabores: Guaraná, Laranja, Uva, Cola, Tangerina e Limão.

## O Grupo Coroa
Uma das maiores indústrias do setor de bebidas do país, o Grupo Coroa representa mais de 20% do mercado do Espírito Santo e está presente nos estados da Bahia, Rio de Janeiro e Minas Gerais, em um total de mais de 40 mil pontos de venda.
A empresa produz os refrigerantes Coroa, os únicos do estado fabricados com água mineral das montanhas. Também faz parte de sua produção a Água Campinho, a Campinho Lemon, os refrigerantes Iate, a marca de sucos naturais La Fruit e, desde 2010, se tornou representante oficial da Ice Cola, marca internacional de refrigerante no sabor "cola". Além disso, também passou a ser a representante do Mate Couro, refrigerante muito tradicional em Minas Gerais, fabricado com as ervas mate e chapéu-de-couro.
O Guaraná Coroa já teve destaque internacional na Bevnet (The Beverage Network), site norte-americano que pesquisa e classifica os produtos da indústria mundial de refrigerantes e de bebidas não alcoólicas. Os críticos classificaram o refrigerante como "um dos melhores guaranás do mundo".